# Товстошкірі

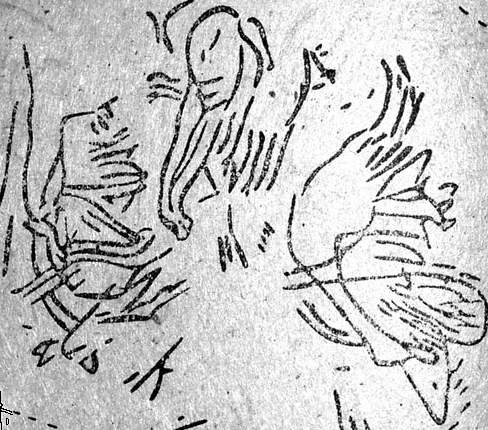
Зображення мамонта з Кам'яної Могили

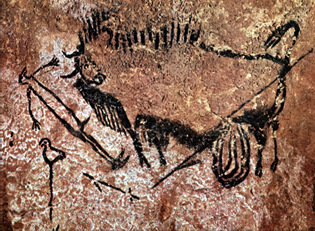
Зображення бізона і людини з печери Ласко (Франція)

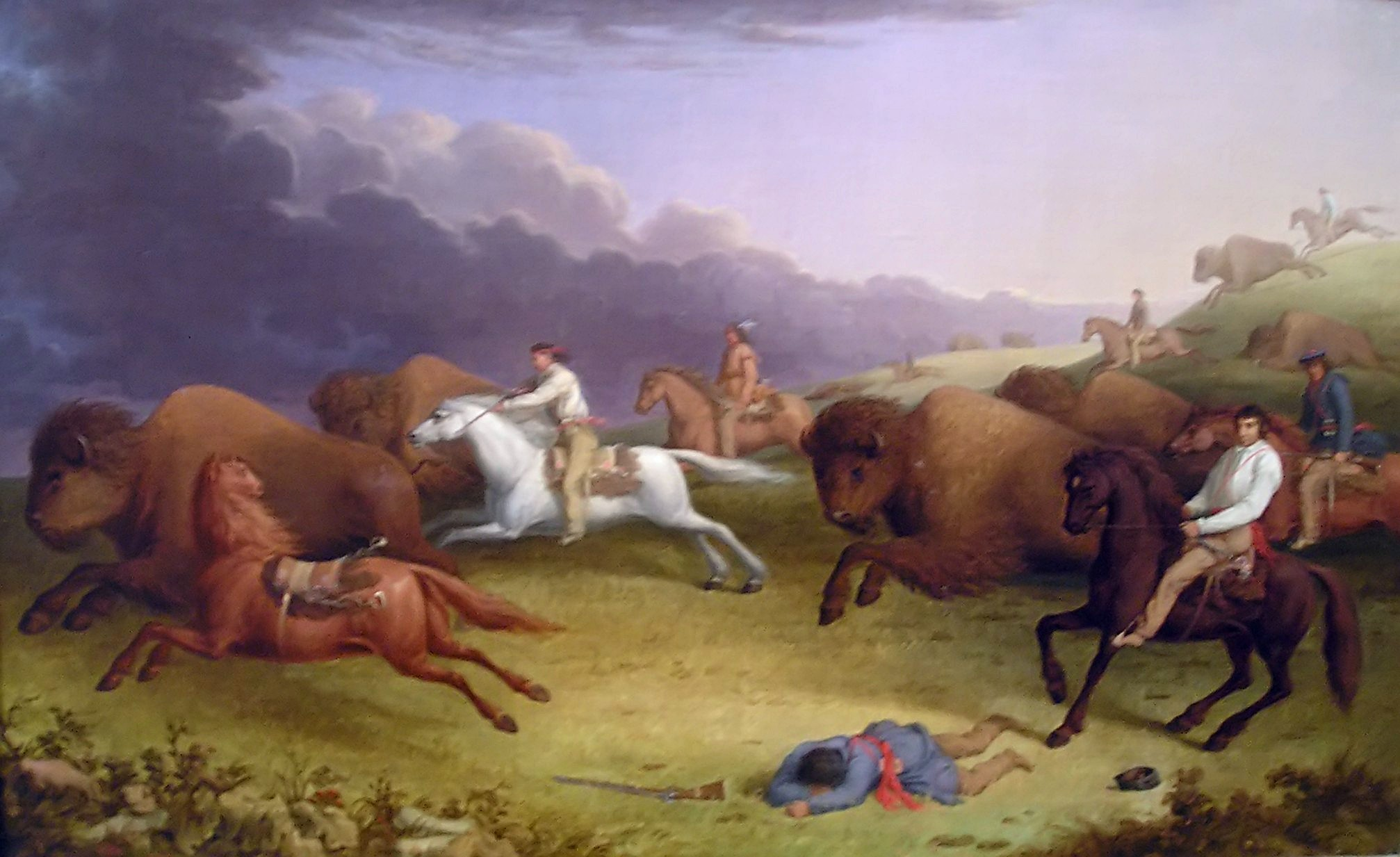
Полювання метисів

Товстошкірі, або пахідерми (з грец. pachys — товстий + derme — шкіра) — нетаксономічна група ссавців. Найбільші представники мисливської фауни.
За класифікацією Кюв'є і Штора товстошкірі, як і жуйні, розглядалися як дві абсолютно окремі групи ссавців (окремі ряди). Довгий час це було загальноприйнято і визнавалося систематиками. Нині не вживається в таксономії, проте сам термін «пахідерми» досі використовується для опису товстошкірих ссавців.

## Обсяг поняття
До товстошкірих відносять великорозмірних ссавців, які були об'єктами колективних полювань давніх людей:
- мамутів
- слонів
- бізонів
- гіпопотамів
- носорогів
- коней.

Всі товстошкірі відносяться до надряду Унгулят, але представляють кілька різних рядів — слоноподібних (слони, мамути), оленеподібних (бізони, гіпопотами, або бегемоти), конеподібних (носороги).

## Значення в житті людей
Ця група тварин відіграла визначну роль у розвитку мисливських традицій і колективної поведінки людей. З товстошкірих людина отримувала необхідну для виживання племен кількість м'яса, жиру, кісток, шкір та інших похідних. На практиці полювань за товстошкірих у людей сформувалася система знань та вмінь, що має назву «мисливство» і охоплює знання про біологію та поведінку мисливського звіра, про способи і знаряддя його здобування, про значення його в господарстві людини. Поняття «мисливство» є однокорінним зі словом «мислити». Товстошкірі і величезні і розумні істоти зі складною поведінкою вимагали від давніх людей особливих спеціальних знань і навичок для здобування тварин.
У цьому прогресі людини не обійшлося без жертв: деякі види товстошкірих були знищені людиною (мамут — Mammuthus, шерстистий носоріг — Coelodonta), інші опинилися під загрозою знищення. Зараз людські можливості до здобування товстошкірих значно зросли. Тепер при наявності сучасних засобів транспорту, навігації і вбивства вполювати великого звіра значно простіше, ніж будь-коли і незрівняно простіше, ніж середньорозмірного. Цим користуються заможні люди, які знають себе володарями світу. З кінця 20 ст., коли сформувалося поняття і суміжний з ним комплекс послуг сафарі, товстошкірі остаточно перестали бути мисливською здобиччю. Тепер товстошкірі стали частиною екобізнесу, і за продаж їх туристам-багатіям і великим бізнесменам розвивається місцева економіка багатьох країн. Тепер ці види мисливських звірів остаточно перестали бути об'єктами полювання для місцевих громад і мисливських колективів.
В Україні товстошкірі представлені тепер тільки в зоологічних музеях, у зоопарках та у напіввільних умовах (тільки зубр); у природі їх не залишилося.